# П'ємонт (Каліфорнія)
П'ємонт (англ. Piedmont) — місто (англ. city) в США, в окрузі Аламіда штату Каліфорнія. Населення — 11 270 осіб (2020).

## Географія
П'ємонт розташований за координатами 37°49′21″ пн. ш. 122°13′48″ зх. д. / 37.82250° пн. ш. 122.23000° зх. д. (37.822558, -122.230094).  За даними Бюро перепису населення США в 2010 році місто мало площу 4,34 км², уся площа — суходіл.

## Демографія
Згідно з переписом 2010 року, у місті мешкало 10 667 осіб у 3801 домогосподарстві у складі 3117 родин. Густота населення становила 2455 осіб/км².  Було 3924 помешкання (903/км²).
Расовий склад населення:
| - 74,2 % — білих - 18,2 % — азіатів - 1,3 % — чорних або афроамериканців - 0,1 % — вихідців з тихоокеанських островів - 0,1 % — корінних американців |

До двох чи більше рас належало 5,2 %. Частка іспаномовних становила 3,9 % від усіх жителів.
За віковим діапазоном населення розподілялося таким чином: 28,3 % — особи молодші 18 років, 56,3 % — особи у віці 18—64 років, 15,4 % — особи у віці 65 років та старші. Медіана віку мешканця становила 46,2 року. На 100 осіб жіночої статі у місті припадало 94,7 чоловіків;  на 100 жінок у віці від 18 років та старших — 89,8 чоловіків також старших 18 років.
Середній дохід на одне домашнє господарство  становив 298 519 доларів США (медіана — 208 772), а середній дохід на одну сім'ю — 327 035 доларів (медіана — 234 250). За межею бідності перебувало 5,2 % осіб, у тому числі 0,8 % дітей у віці до 18 років та 3,6 % осіб у віці 65 років та старших.
Цивільне працевлаштоване населення становило 5189 осіб. Основні галузі зайнятості: освіта, охорона здоров'я та соціальна допомога — 27,8 %, науковці, спеціалісти, менеджери — 27,0 %, фінанси, страхування та нерухомість — 13,1 %, роздрібна торгівля — 8,0 %.